# Panelus orousseti
Panelus orousseti là một loài bọ cánh cứng trong họ Bọ hung (Scarabaeidae).